# Tướng lĩnh Công an nhân dân Việt Nam

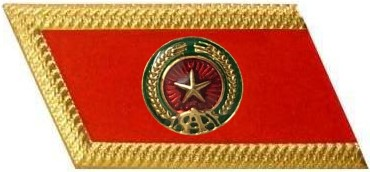
Phù hiệu cổ áo Tướng lĩnh Công an nhân dân Việt Nam.

Tướng lĩnh Công an nhân dân Việt Nam là những sĩ quan trong Công an nhân dân Việt Nam mang quân hàm cấp tướng.
Theo quy định hiện hành, các cấp bậc hàm tướng lĩnh do Chủ tịch nước kiêm Chủ tịch Hội đồng Quốc phòng và An ninh Quốc gia quyết định phong, thăng, giáng, tước cấp bậc hàm.

## Số lượng tướng lĩnh

### Trước năm 1976
Trước năm 1976, chỉ có 3 sĩ quan công an Việt Nam được phong tướng, nhưng đều thuộc lực lượng công an vũ trang, tức Bộ đội Biên phòng Việt Nam hiện nay.

### Từ năm 1976 đến 2004
Thời kỳ này, số lượng tướng công an được phong không nhiều, chỉ có các chỉ huy cấp Bộ trưởng, Thứ trưởng Bộ Nội vụ/Bộ Công an, Tổng cục trưởng, Cục trưởng một vài Cục quan trọng nhất mới được phong tướng.

### Từ năm 2005 đến 2017
Kể từ năm 2005, các sĩ quan công an được phong tướng ồ ạt, lên đến hàng trăm mà không theo một tiêu chuẩn, quy định nào

### Năm 2018
Tính đến ngày 16 tháng 5 năm 2018, Công an nhân dân Việt Nam được biên chế tối đa 205 sĩ quan cấp tướng, trong đó: 
- Đại tướng: 1 người
- Thượng tướng: 6 người
- Trung tướng: 40 người
- Thiếu tướng: 158 người[1]

### Năm 2019
Theo Luật Công an nhân dân (sửa đổi) năm 2018 có hiệu lực thi hành từ ngày 01 tháng 7 năm 2019, lực lượng Công an nhân dân có tối đa 199 sĩ quan cấp tướng, trong đó: 
- Đại tướng: 1 người

- Thượng tướng: 6 người
- Trung tướng: 35 người
- Thiếu tướng: 157 người

### Năm 2023
Luật Công an nhân dân sửa đổi năm 2023 có hiệu lực thi hành từ 15 tháng 8 năm 2023, quy định lực lượng Công an nhân dân có tối đa 205 sĩ quan cấp tướng, trong đó: 
- Đại tướng: 1 người
- Thượng tướng: 7 người
- Trung tướng: 35 người
- Thiếu tướng: 162 người

## Danh sách Chức vụ được phong hàm tướng (2020)
Sĩ quan cao cấp đảm nhiệm các chức vụ như sau thì được phong Tướng:
|                       | Tướng lĩnh           | Tướng lĩnh | Tướng lĩnh | Tướng lĩnh |
| --------------------- | -------------------- | --- | --- | --- |
| Cấp hiệu trên cầu vai |                      | | | |
| Cấp bậc hàm           | Đại tướng            | Thượng tướng | Trung tướng | Thiếu tướng |
| Chức vụ               | Bộ trưởng Bộ Công an | - Thứ trưởng Bộ Công an - Sĩ quan biệt phái được bổ nhiệm chức vụ Chủ nhiệm Ủy ban Quốc phòng và An ninh của Quốc hội | - Phó Chủ nhiệm thường trực Ủy ban Kiểm tra Đảng ủy Công an Trung ương - Chánh Thanh tra Bộ Công an - Chánh Văn phòng: Bộ Công an; Cơ quan Cảnh sát điều tra - Cục trưởng các Cục đặc biệt trực thuộc Bộ Công an - Tư lệnh Bộ Tư lệnh: Cảnh vệ, Cảnh sát Cơ động - Giám đốc Học viện: An ninh nhân dân, Cảnh sát nhân dân, Chính trị Công an nhân dân - Giám đốc Công an: thành phố Hà Nội, Thành phố Hồ Chí Minh; - Sĩ quan biệt phái được bổ nhiệm chức vụ Phó Chủ nhiệm Ủy ban Quốc phòng và An ninh của Quốc hội - Sĩ quan biệt phái được bổ nhiệm chức vụ Thứ trưởng hoặc tương đương | - Phó Chủ nhiệm Ủy ban Kiểm tra Đảng ủy Công an Trung ương - Phó Chánh Thanh tra Bộ Công an - Phó Chánh Văn phòng: Bộ Công an; Cơ quan Cảnh sát điều tra - Phó Cục trưởng các Cục đặc biệt trực thuộc Bộ Công an - Phó Tư lệnh Bộ Tư lệnh: Cảnh vệ, Cảnh sát Cơ động - Phó Giám đốc Học viện: Chính trị Công an nhân dân, An ninh nhân dân, Cảnh sát nhân dân - Phó Giám đốc Công an: thành phố Hà Nội, Thành phố Hồ Chí Minh - Cục trưởng của đơn vị trực thuộc Bộ Công an - Viện trưởng: Viện Khoa học hình sự, Viện Khoa học và công nghệ - Hiệu trưởng trường: Đại học An ninh nhân dân, Đại học Cảnh sát nhân dân, Đại học Phòng cháy chữa cháy, Đại học Hậu cần Kỹ thuật Công an nhân dân - Giám đốc Công an tỉnh, thành phố trực thuộc trung ương (không quá 11) - Trợ lý Ủy viên Bộ Chính trị, Bộ trưởng Bộ Công an - Ủy viên thường trực Ủy ban Quốc phòng và An ninh của Quốc hội - Sĩ quan biệt phái được bổ nhiệm chức vụ Tổng cục trưởng hoặc tương đương |

## Các tướng lĩnh tiêu biểu
- Thiếu tướng Phan Trọng Tuệ, tướng lĩnh Công an nhân dân Việt Nam đầu tiên, Phó Thủ tướng Chính phủ
- Đại tướng Mai Chí Thọ, Bộ trưởng Bộ Nội vụ, Đại tướng đầu tiên của Công an nhân dân Việt Nam
- Thượng tướng Lê Minh Hương, Ủy viên Bộ Chính trị, Bộ trưởng Bộ Công an
- Đại tướng Trần Đại Quang, cố Chủ tịch nước
- Đại tướng Lê Hồng Anh, Thường trực Ban bí thư
- Thiếu tướng Bùi Tuyết Minh, nữ tướng đầu tiên của Công an nhân dân Việt Nam
- Trung tướng Trần Thị Ngọc Đẹp, nữ Trung tướng đầu tiên của Công an nhân dân Việt Nam
- Cựu Trung tướng Trương Hòa Bình, từng giữ Ủy viên Bộ Chính trị, Phó Thủ tướng Thường trực Chính phủ trước khi bị cách tất cả chức vụ trong Đảng Cộng sản Việt Nam
- Trung tướng Phạm Minh Chính, Thủ tướng Chính phủ
- Đại tướng Tô Lâm, Tổng Bí thư
- Thiếu tướng Nguyễn Hòa Bình, Ủy viên Bộ Chính trị, Phó Thủ tướng Thường trực Chính phủ
- Đại tướng Lương Tam Quang, Ủy viên Bộ Chính trị, Bộ trưởng Bộ Công an
- Thượng tướng Nguyễn Duy Ngọc, Uỷ viên Bộ Chính trị, Chủ nhiệm Uỷ ban Kiểm tra Trung ương
- Thiếu tướng Vũ Hồng Văn, Bí thư Tỉnh ủy Đồng Nai
- Trung tướng Trần Hải Quân, Phó Viện trưởng Viện Kiểm sát Nhân dân Tối cao
- Trung tướng Mai Hoàng, Anh hùng Lực lượng vũ trang nhân dân, Giám đốc Công an Thành phố Hồ Chí Minh.

## Thông tin thêm

### Nữ tướng
Tính đến hết tháng 7 năm 2025, đã có 13 phụ nữ được phong tướng trong Công an nhân dân Việt Nam:
1. Thiếu tướng Bùi Tuyết Minh, nữ tướng đầu tiên của Công an nhân dân Việt Nam, nguyên Giám đốc Công an tỉnh Kiên Giang
2. Trung tướng Trần Thị Ngọc Đẹp, nữ Trung tướng đầu tiên của Công an nhân dân Việt Nam, nguyên Cục trưởng Cục Xây dựng Phong trào Toàn dân Bảo vệ An ninh Tổ quốc
3. Thiếu tướng Hoàng Thị Thủy, nữ tướng thứ 3 của Công an nhân dân Việt Nam, nguyên Ủy viên Ủy ban Kiểm tra Đảng ủy Công an Trung ương
4. Thiếu tướng Nhữ Thị Minh Nguyệt, Phó Cục trưởng Cục Cảnh sát phòng chống tội phạm môi trường
5. Thiếu tướng Nguyễn Thị Xuân, nguyên Phó Giám đốc Công an tỉnh Đắk Lắk, Ủy viên thường trực Ủy ban ban Quốc phòng và An ninh Quốc hội Việt Nam khóa 14, khóa 15
6. Trung tướng Ngô Thị Hoàng Yến, Cục trưởng Cục Hồ sơ nghiệp vụ, Bộ Công an,  nữ Trung tướng thứ hai của Công an nhân dân Việt Nam
7. Thiếu tướng Trần Thị Bé Nhân, Phó Cục trưởng Cục An ninh chính trị nội bộ, Bộ Công an Việt Nam
8. Thiếu tướng Phạm Thị Lan Anh, Cục trưởng Cục Y tế, Bộ Công an Việt Nam
9. Thiếu tướng Nguyễn Thị Kim Dung, Phó Cục trưởng Cục Kế hoạch và tài chính, Bộ Công an
10. Thiếu tướng Đinh Ngọc Hoa, Bí thư Đảng ủy, Hiệu trưởng Trường Cao đẳng An ninh nhân dân I
11. Thiếu tướng Ngô Hoài Thu, Phó Cục trưởng Cục Công tác đảng và công tác chính trị, Trưởng Ban phụ nữ CAND.
12. Thiếu tướng Nguyễn Thúy Quỳnh, Phó Chủ nhiệm Ủy ban Kiểm tra Đảng ủy Công an Trung ương.
13. Thiếu tướng Dương Thị Thu Hằng, Giám đốc Bệnh viện 30-4, Bộ Công an